# Daniel Wicenty
Daniel Wicenty – polski socjolog, dr hab., adiunkt Oddziału Instytutu Pamięci Narodowej w  Gdańsku (Instytutu Pamięci Narodowej – Komisji Ścigania Zbrodni przeciwko Narodowi Polskiemu) i Instytutu Socjologii Wydziału Nauk Społecznych Uniwersytetu Gdańskiego.

## Życiorys
20 czerwca 2006 roku obronił pracę doktorską Symboliczna moc wykluczania: dyskurs prasowy wokół prywatyzacji w Polsce w latach 1992-2003, następnie uzyskał stopień doktora habilitowanego. Objął funkcję adiunkta w Instytucie Socjologii na Wydziale Nauk Społecznych Uniwersytetu Gdańskiego, oraz na Oddziale Instytucie Pamięci Narodowej w Gdańsku (Instytutu Pamięci Narodowej – Komisji Ścigania Zbrodni przeciwko Narodowi Polskiemu).
Był dziekanem w Wyższej Szkole Humanistycznej i Ekonomicznej w Łodzi.